# Olejníkov
Olejníkov este o comună slovacă, aflată în districtul Sabinov din regiunea Prešov. Localitatea se află la altitudinea de 683 m deasupra n.m., se întinde pe o suprafață de 44,46 km2 și în 2017 număra 500 de locuitori.

## Istoric
Localitatea Olejníkov este atestată documentar din 1454.

## Demografie
| An:                | 1994 | 2004    | 2014    | 2024    |
| ------------------ | ---- | ------- | ------- | ------- |
| Număr de persoane: | 277  | 357     | 454     | 675     |
| Diferență:         |      | +28,88% | +27,17% | +48,67% |

| An:                | 2023 | 2024   |
| ------------------ | ---- | ------ |
| Număr de persoane: | 642  | 675    |
| Diferență:         |      | +5,14% |